# Caledonian Road & Barnsbury
Caledonian Road & Barnsbury – stacja kolejowa w Londynie, na terenie London Borough of Islington, zarządzana i obsługiwana przez London Overground jako część North London Line. W roku statystycznym 2006/07 skorzystało z niej ok. 442 tysiące pasażerów. 

## Galeria

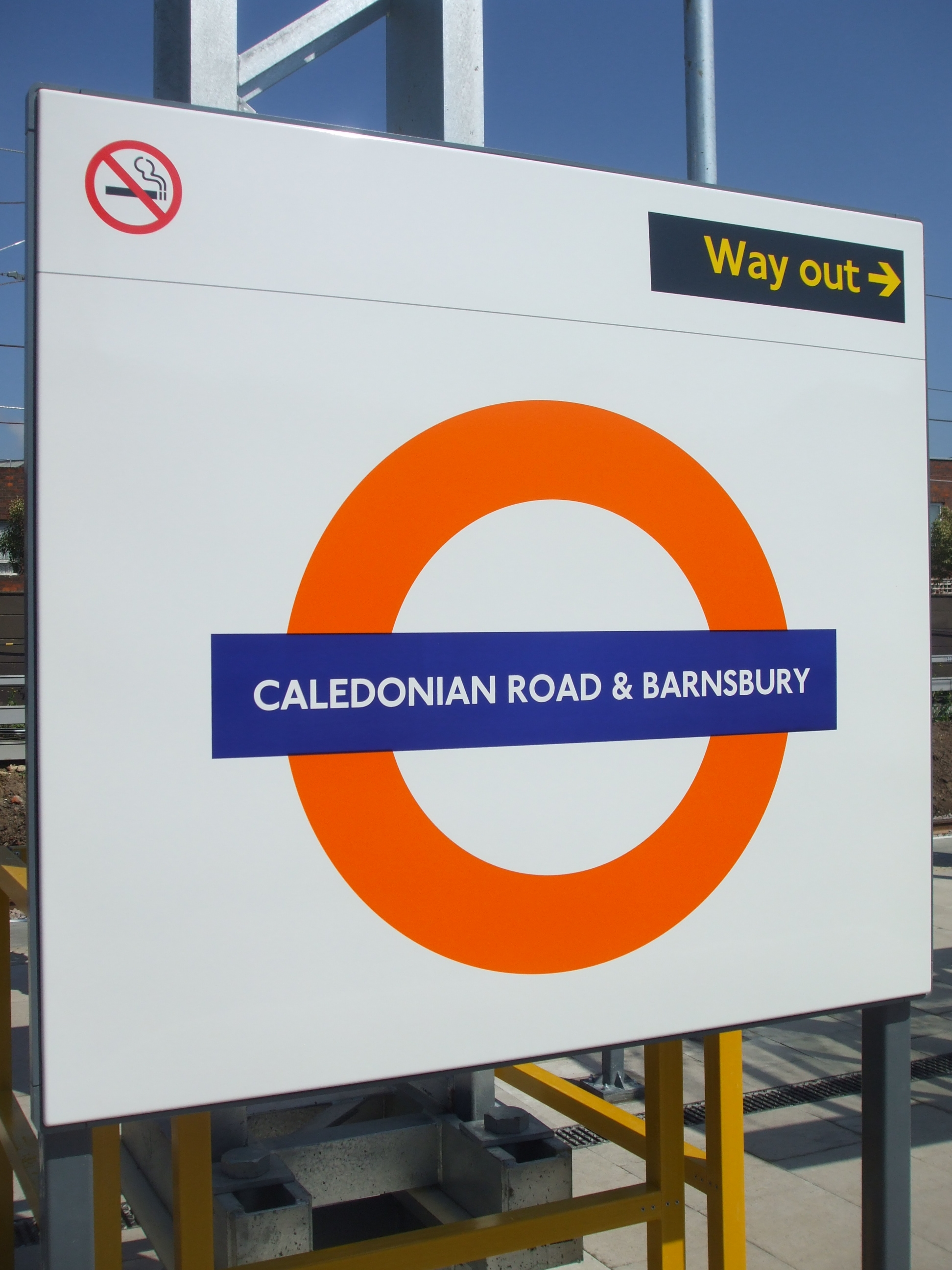
Tablica z logo stacji
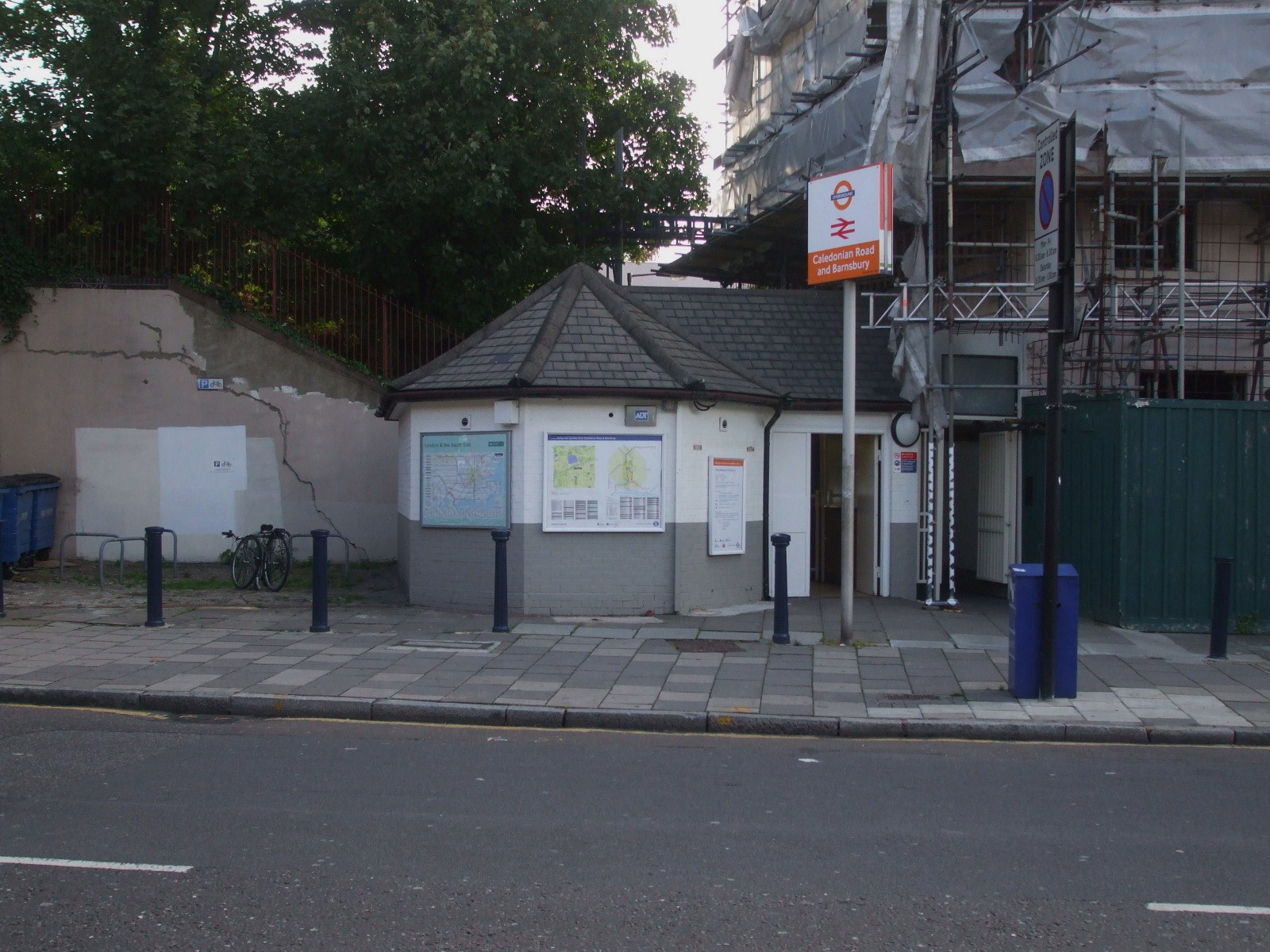
Główne wejście na stację
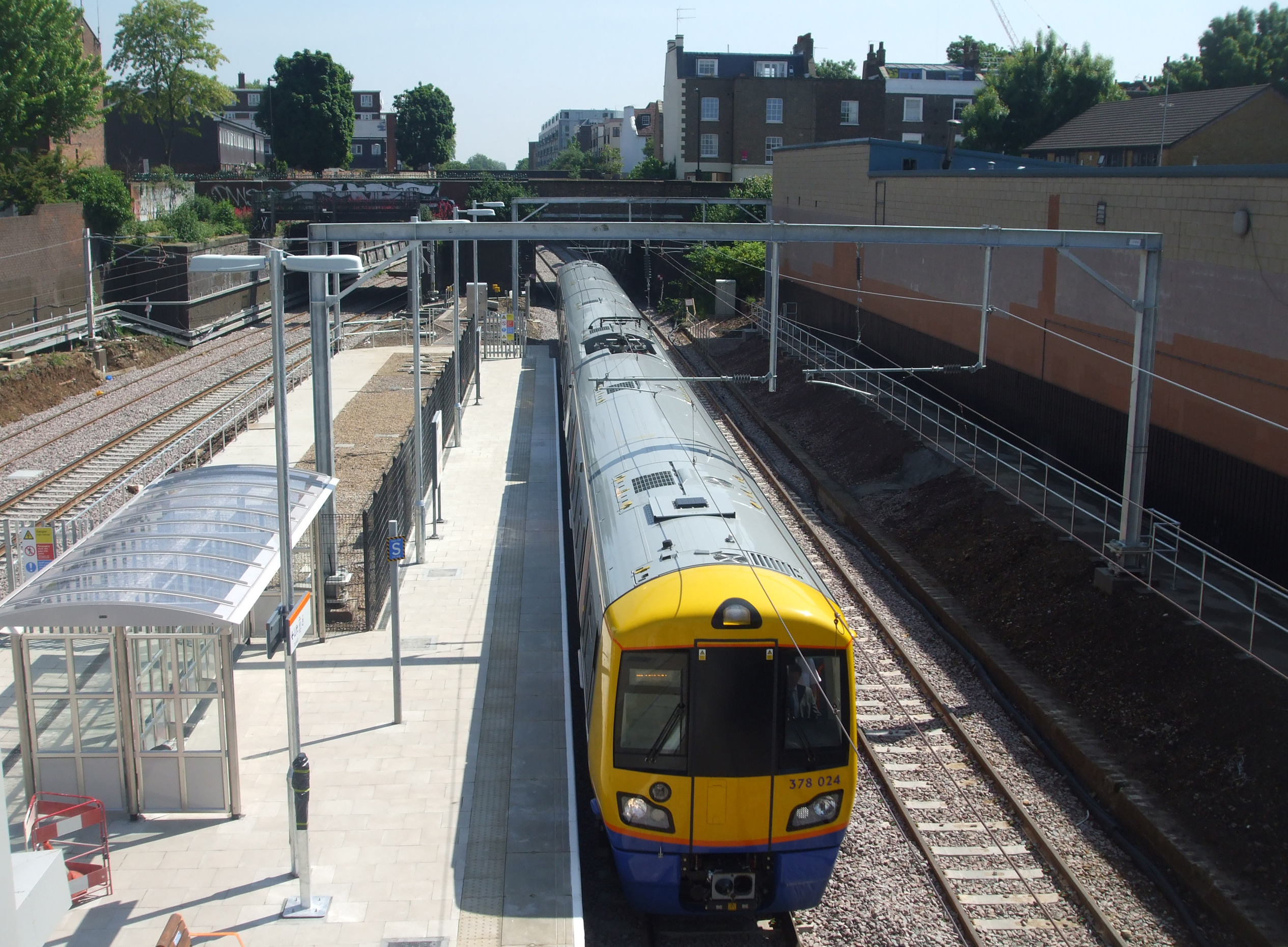
Pociąg typu British Rail Class 378 podczas postoju na stacji